# John Franklin Bardin
John Franklin Bardin (Cincinnati, 30 novembre 1916 – New York, 9 luglio 1981) è stato uno scrittore statunitense.

## Biografia
Bardin ebbe un'infanzia e un'adolescenza difficili e dolorose: perse in breve tempo la sorella maggiore e il padre. Pochi anni dopo la madre divenne schizofrenica. A causa delle ristrettezze economiche in cui versava dovette abbandonare presto l'università per trovarsi un lavoro. Iniziò così un processo di formazione da autodidatta, lavorando nel frattempo come commesso in una libreria e agente pubblicitario. Tra il 1946 e il 1948 scrisse tre romanzi che gli diedero notorietà, tra cui The Deadly Percheron (L'enigma dei tre omini, Polillo Editore).

## Opere
- The Deadly Percheron, 1946 (L'enigma dei tre omini) anche Giallo Mondadori n° 2386 col titolo "Memoria di tenebra"
- The Last of Philip Banter 1947 (Requiem per Philip Banter) Giallo Mondadori n° 2972
- Devil Take the Blue-Tail Fly, 1948
- The Case Against Myself, 1950
- The Burning Glass, 1950
- The Case Against Butterfly, 1951
- A Shroud For Grandmama, 1951
- So Young To Die, 1953
- Christmas Comes But Once A Year, 1954
- Purloining Tiny, 1978